# Krześlice

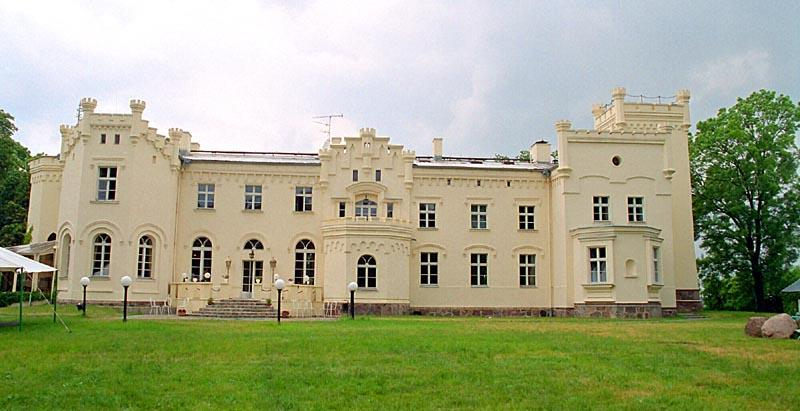
Neogotisches Herrenhaus aus dem Jahr 1860

Krześlice ist ein Dorf der Gemeinde Pobiedziska im Powiat Poznański in der Woiwodschaft Großpolen im westlichen Zentral-Polen und gehört zum Schulzenamt Łagiewniki. Der Ort befindet sich etwa 5 km nordwestlich von Pobiedziska und 25 km nordöstlich der Landeshauptstadt Poznań.

## Geschichte
Der Ort gehörte nach der Zweiten Teilung Polens 1793 zum Kreis Schroda und ab 4. Januar 1900 zum Kreis Posen-Ost. 1910 hatte der Gutsbezirk Kreslice hatte 274 Einwohner.
Das Gemeindelexikon für das Königreich Preußen von 1905 gibt für den Gutsbezirk 13 bewohnte Häuser auf 588,9 ha Fläche an. Die 252 Bewohner, die sich aus 27 deutschsprechenden Protestanten und 225 polnischsprechenden Katholiken zusammensetzten, teilten sich auf 41 Haushalte auf. Die evangelische Gemeinde gehörte zum Kirchspiel Pudewitz, die katholische zum Kirchspiel Wronczyn.
Der Gutsbezirk mit dem Vorwerk in Jerzyn gehörte kurzzeitig der briefadeligen Familie von Brandis, die ursprünglich aus Niedersachsen stammt. Gutsherr war der kgl. preuß. Rittmeister d. Landwehr Bernhard von Brandis.
In den Jahren 1975 bis 1998 gehörte der Ort zur Woiwodschaft Posen.